# Nome proprio
In linguistica, un nome proprio è una notazione specifica adottata da una comunità o da un organismo amministrativo allo scopo di identificare e distinguere una persona (in questo caso si parla di antroponimo), un luogo o un'altra entità geografica (toponimo), una popolazione, una istituzione, un evento, un movimento culturale, un fenomeno sociale, un fenomeno oggetto di studio scientifico, una grandezza fisica, un'entità matematica (come un numero, una curva, una figura, o un teorema).
L'onomastica in generale e le più specifiche antroponimia, toponomastica ed etno-toponomastica studiano i nomi propri, le loro origini e il loro significato, sfruttando le metodologie proprie della linguistica e operando le necessarie ricerche di ordine storico e antropologico.

## Distinzione
Sul piano della denotazione, i nomi propri si distinguono, talora si giustappongono (e qualche volta si contrappongono) ai nomi comuni e agli appellativi. In diverse lingue sono contraddistinti dall'iniziale maiuscola. Il nome proprio esprime il massimo di definitezza, in quanto individua univocamente un soggetto. All'estremo opposto sta il pronome indefinito.
Il diverso statuto di nomi comuni e nomi propri può riflettersi sul piano morfosintattico. Tipicamente i nomi comuni possiedono un plurale e sono accompagnati da uno specificatore. Di contro, i nomi propri non hanno plurale e lo specificatore che li accompagna è fisso o del tutto assente. Un importante punto di contatto tra nomi comuni e nomi propri sono le figure di antonomasia (le "sineddoche d'individuo", come le ha chiamate Pierre Fontanier 1765-1844), dove un uso particolare dei determinatori trasforma un nome proprio in nome comune o viceversa (un Attila, il Poeta).